# Список персонажей «Дневника будущего»
«Дневник будущего» (яп. 未来日記 Мирай Никки) — манга Сакаэ Эсуно, выходившая с 2006 по 2010 год, а также другие проекты по её мотивам.
В центре повествования оригинального сюжета — владельцы двенадцати дневников, которые различным способом предсказывают будущее и которые сталкиваются в игре на выживание, призом в которой является место всемогущего бога.

## Персонажи манги и аниме

### Владельцы дневников будущего
Двенадцать владельцев дневников, которых божество времени и пространства выбрал на роли потенциальных преемников. Каждый из них получил дневник, способный предсказывать будущее. В большинстве случаев, это мобильные телефоны, но есть и иные варианты (свитки, ноутбук, диктофон, планшет, альбом с рисунками). Если дневник будет уничтожен, то умрёт его владелец.
Каждый дневник отражает личность своего владельца, так если владелец дневника писал в обычном дневнике о своих действиях, то и дневник будущего будет демонстрировать это и показывать будущее владельца.
Также для баланса дневники имеют как сильные, так и слабые стороны. Например, некоторые дневники предсказывают будущее других людей, а не владельца дневника, в результате чего владелец не сможет предсказать атаку на самого себя. Дневник можно передать другому человеку, и тот сможет его использовать, но дневник останется связанным с владельцем.
Владелец дневника может изменить узнанное им будущее, и тогда запись об этом событии грядущего изменится. Но также записи могут измениться, если будущее меняет и другой владелец дневника. В этом случае может появиться надпись «Тупик» (Dead End), означающая, что владелец будет убит. Это также можно изменить, хотя и сложно. Также в одном дневнике появлялась надпись Счастливый конец (Happy End), означающая, что владелец достиг своей главной цели.
Владельцы дневников будущего названы в честь древнегреческих Двенадцати Олимпийцев и их римского аналога Dii Consentes.

#### Юкитэру Амано
Юкитэру Амано (яп. 天野雪輝 Амано Юкитэру) — главный герой, 14-летний юноша, владелец первого дневника будущего «Безразличный дневник» (яп. 無差別日記 Мусабэцу Никки).
Так как Юкитэру смотрит на всё со стороны, его дневник описывает происходящее вокруг него, но не описывает, что случится с самим Юкитэру. Также он описывает будущее с точки зрения Юкки, то есть то, что он считает правдой. Однако эти недостатки восполняются дневником Юно.
Страдает комплексом неполноценности, держится в стороне от людей и изначально имеет только двух воображаемых друзей — божество Дэуса и его помощницу, Мурумуру. Несмотря на свою нелюдимость, признаёт, что в душе одинок и хотел бы иметь много друзей.
По сравнению с остальными владельцами дневников, имеющими развитые навыки убийства, крайне слаб. Хотя прекрасно метает дротики, и быстро учится хорошо стрелять. Хотя Юки сначала показывает себя слабовольным персонажем, он способен проявить храбрость, хитрость и хладнокровие, когда получает цель.
Поэтому, он поначалу вынужден принимать защиту от сумасшедшей Юно Гасай, владелицы Второго дневника, влюблённой в него. Постепенно Юки учится взаимодействовать с Юно, а затем и влюбляется в неё, хотя порой она и отпугивает его своей маниакальной сущностью.
Также Юки заводит дружбу с Хинатой, Мао, Косаки, Акисэ, которые становятся его верными союзниками, и готовые рискнуть ради него жизнью.
Так как Дэус считает Юки фаворитом, прочие владельцы рассматривают Юки как первостепенную угрозу.
В первом мире Юкитэру и Юно победили всех других владельцев дневников, однако ни один из них не хотел убивать другого. Поэтому они решили совершить двойное самоубийство, но реально умер только Юкитэру, Юно лишь сымитировала суицид, надеясь оживить любимого обретя божественную силу.
Являющийся главным героем манги Юкитэру из второго мира долгое время не имел цели занять место Дэуса. Однако позднее он потерял сначала мать, а затем, по вине владельца одиннадцатого дневника, и отца. Дэус же отказался воскресить маму Юкитэру, пояснив, что хотя он и божество, его дни сочтены и у него уже не осталось сил на подобное. Поэтому по совету Мурумуру Юкитэру решил стать богом и своей божественной силой воскресить всех убитых. Эту задумку поддержала и Юно, сразу согласившись умереть тогда, когда это будет нужно Юкитэру. Так как по его задумке погибшие должны были в итоге воскреснуть, Юкитэру также стал без раздумий приносить людей в жертву своим целям. Как оказалось, его задумка была невыполнима, так как силой Дэуса можно вернуть только тело умершего человека, но не его душу. Можно также совершить прыжок во времени, но тогда вновь начнётся игра на выживание и люди вновь будут умирать. Поэтому Юкитэру не смог осуществить финальную часть своего плана — убийство Юно. И раз уж Юкитэру все равно не собирался выживать в игре, Юно решила убить его. В результате, даже несмотря на то, что Юкитэру ещё не был мёртв, Юно была признана победительницей и ушла в прошлое, дабы начать игру заново, с Юкитэру из третьего мира.
При поддержке обладательницы девятого дневника будущего, Минэнэ, получившей половину силы Дэуса, Юкитэру смог преследовать Юно сквозь время. Там он решился умереть, чтобы игра наконец закончилась и Юно стала богом. Однако Юно сама покончила жизнь самоубийством, дабы отдать место Юкитэру. Таким образом, Юкитэру стал победителем игры на выживание второго мира. Однако в своём мире он оставил только свой дневник, Мурумуру и один том манги для неё. Больше он не создал ничего, так как без Юно все это не имело смысла. Тем не менее, через десять тысяч лет Дэус сумел доставить к нему Юно, которая является объединённой версией Юно из первого и третьего мира. Он очень счастлив встретить её и наконец-то может исполнить своё давнее обещание — посмотреть вместе с Юно на звезды.
В финальной сцене в манге он и Юно изображены в окружение семи Мурумуру, что подразумевает, что они прожили ещё четыре мира.
Юкитэру третьего мира живёт счастливой жизнью — его родители не развелись, а он встречается с любимой одноклассницей, Моэ Вакабе.
Его имя японский вариант имени Юпитер — древнеримского бога неба.
Сэйю: Мисудзу Тогаси

#### Юно Гасай
Юно Гасай (яп. 我妻由乃 Гасай Юно) — главная героиня, 14-летняя девушка и обладательница второго дневника будущего «Дневник Юкитэру» (яп. 雪輝日記 Юкитэру Никки), описывающего каждые десять минут все, что происходит с Юкитэру. Таким образом он и дневник Юки покрывают недостатки друг друга и становятся устрашающей комбинацией.
Окружающим Юно кажется идеальной — школьный кумир, отличница и спортсменка, но за этим скрывается настоящая Юно — психопатичная убийца, помешенная на Юки, готовая на всё ради того, чтобы они были вместе (то есть яндере).
Она прекрасно владеет холодным и огнестрельным оружием, взрывчаткой и ядами, а также мастер ловушек. Юно прекрасный боевой тактик, способная быстро придумывать сложные планы. Гасай отличная актриса и хитрый манипулятор, способная обмануть кого угодно.
Кроме всего этого она обладает, хоть и не использует, из-за потери памяти, божественные способности.
Юно выросла в приюте и была удочерена четой богачей Гасай. Юно счастливо прожила несколько лет, пока финансовые проблемы не начали психологически и эмоционально влиять на ей родителей. Отец перестал бывать дома, а мать стала помешана на том, чтобы сделать из своей дочери «элиту», и в качестве наказаний не гнушалась даже того, чтобы сажать свою дочь в клетку и морить голодом. В результате, за год до начала событий убийственной игры, Юно решила, что её родители не исправятся сами. В надежде, что, поняв её боль, они исправятся, она заперла их в клетку. Однако те лишь возненавидели её и в итоге так в этой клетке и умерли. Для окружающих же Юно придумала историю о том, что её родители в деловом отъезде. Примерно через месяц она познакомилась с Юкитэру, который пообещал, что поженится на ней, однако, не придал её словам особого значения и, несмотря на попытки Юно ему помешать, признался своей однокласснице в любви. Но так как та его отвергла, у Юно осталась надежда на то, что она сможет быть с Юкитэру.
В первом мире, вместе с Юкитэру она победила всех других владельцев дневников. Но так как ни один из них не хотел убивать другого, они совершили двойное самоубийство. Реально же, рассчитывая позднее воскресить возлюбленного, Юно лишь притворилась мёртвой. Это стало её ошибкой, так как сила Дэуса не могла вернуть душу умершего. И желая остаться с любимым, она, как новый бог повелевающий временем, вместе с Мурумуру перенеслась в прошлое, создав новый мир.
В возникшем в результате путешествия во времени втором мире Юно из первого мира убила Юно из второго мира и похоронила её вместе с родителями. От Мурумуру, также избавившейся от своего двойника, в дополнение к дневнику из первого мира Юно получила дневник будущего Юно из второго мира. Однако отличаются они только тем, что в первом Юкитэру называется по имени, а во втором по фамилии. Вопреки предсказанию своего дневника, Юкитэру заглянул в комнату, в которой хранились трупы родителей Юно. Благодаря этому временно исчезло пророчество о том, что Юкитэру и Юно соединятся, и, более того, в итоге трупы попали в полицию. Там на основании анализа ДНК было установлено, что в доме Юно похоронена она сама. Это стало причиной того, что во втором мире Юно считали самозванкой. Как и в первом мире, во втором они вдвоём победили остальных игроков, но Юкитэру снова не смог убить Юно, и она вновь решила обратить время вспять. Однако, в отличие от первого мира, Юно была признана Мурумуру победительницей ещё до смерти Юкитэру. На этот раз Юно отступила ещё дальше в прошлое, на два года назад, в то время, когда она ещё не убила родителей.
Благодаря действиям Юкитэру и Минэнэ, преследовавших Юно, прежде чем Юно из третьего мира была убита Юно из первого, за неё успели вступиться её родители. Таким образом осуществилась её мечта, что родители вновь её полюбят. Юно же из первого мира в итоге предпочла совершить самоубийство. Благодаря устроенной ими битве, косвенным образом изменилась к лучшему и жизнь остальных владельцев дневников.
В OVA-эпизоде показано, что Юно из третьего мира выросла психически нормальной, и дружит с Хинатой, Мао, Косаки и Акисэ. Хотя и она чувствовала, что забыла нечто важное. В итоге оказывается, что Мурумуру из первого мира сохранила память покойной Юно из первого мира и передала её Юно из третьего мира. Благодаря этому при поддержке Дэуса объединённая Юно смогла воссоединиться с Юкитэру во втором мире.
В финальной сцене в манге показано, что её и Юки окружают семь Мурумуру, то есть они прожили ещё четыре мира.
Её имя — японский вариант имени Юнона, богини материнства и жены Юпитера.
Сэйю: Томоса Мурата.
В 2013 году была признана самой популярной яндэрэ по версии японского портала Biglobe.
В статье на портале CBR, посвящённой десятилетию сериала, Лара Адамс описывает Юно как сложного и комплексного персонажа, который заслуживает, чтобы её помнили не только как королеву яндэрэ, потому что по ходу сериала она получила радикальные изменения и стала воплощением надежды и изменений к лучшему.
Её безумное лицо из концовки первого эпизода стало интернет-мемом — «Yandere Face»/«Yandere Trance», многие другие персонажи рисовались в подобной манере.

#### Такао Хияма
Такао Хияма (яп. 火山高夫 Хияма Такао) — серийный убийца, обладатель третьего дневника будущего «Дневник убийств» (яп. 殺人日記 Сацудзин Никки). Его дневник предсказывает, где находится жертва Такао и как именно он её убьёт, но не показывает его будущего и не позволяет защищаться от атак. Как поясняет Мурумуру, будучи учителем в школе Юкитэру, он заметил изменения в его поведении и понял, что Юкитэру — владелец дневника будущего. Несмотря на предсказание дневника, в стычке с Юкитэру Такао стал его первой жертвой и первым проигравшим в игре, затеянной Дэусом.

В третьем мире был отвлечён от убийства женщины взрывами от битвы Мурумуру и Минэнэ, что позволило его жертве сбежать. Затем на него напал Двенадцатый. В манге спустя два года всё ещё преступник и в бегах от полиции.
В аниме был пойман Двенадцатым, который с тех пор навещает маньяка в тюрьме.
Его фамилия значит «вулкан», что отсылает к римскому богу Вулкану.

#### Кэйго Курусу
Кэйго Курусу (яп. 来須圭悟 Курусу Кэйго) — полицейский, владелец четвёртого дневника будущего «Дневник расследований» (яп. 捜査日記 Со:са Никки). Его дневник предсказывает ход расследований Кэйго в течение следующих 90 дней. Изначально Кэйго утверждал, что не интересуется местом бога, а только пытается остановить от убийств остальных владельцев дневников и образовывал с Юкитэру и Юно «союз будущего». Позднее, однако, его сыну поставили смертельный диагноз и сказали, что тот проживёт всего три месяца. После этого Кэйго возжелал стать богом, дабы спасти сына, предал Юкитэру с Юно и заключил альянс с Минэнэ, которая, с одной стороны, в отличие от Юкитэру стремилась стать богом, с другой стороны, в отличие от обладательницы шестого дневника, не желала уничтожать мир. По соглашению Кэйго и Минэнэ, Кэйго обязывался снабжать Минэнэ информацией, доступной полиции, а та в случае кончины Кэйго должна была позаботиться о его семье. После того как Минэнэ предала его и перешла на сторону Юкитэру, Кэйго расплатился с ней за восстановление соглашения собственной жизнью, разломав свой дневник.

В Третьем мире Минэнэ Урю из второго мира исполнила своё обещание и предупредила Курусу о болезни сына заранее, позволив тому вылечиться.
Затем Курусу прибыл в среднюю школу Сакурами из-за взрывов, где столкнулся с Мурумуру и Юно.
В манге также указано, что его ожидает повышение.
Его фамилия, означающая «прийти», отсылает к римскому богу Меркурию, бога путешественников

#### Рэйсукэ Ходзё
Рэйсукэ Ходзё (яп. 豊穣礼佑 Хо:дзё: Рэйсукэ) — пятилетний ребёнок, владелец пятого дневника будущего «Дневник суперзрения» (яп. はいぱーびじょんだいありー Хаипа: Бидзён Даиари:). Хорошо рисует, поэтому его дневник представляет собой тетрадь с зарисовками на тему того, что произойдёт с Рэйсукэ утром, днём и ночью. Таким образом, он ограничен тремя пророчествами на каждый день. Его родители погибли в стычке между Юкитэру, Юно и религиозным культом, поддерживающим обладательницу шестого дневника будущего, Цубаки Касугано. Впоследствии, используя свой возраст и знакомство с мамой Юкитэру, он временно поселился в доме Юкитэру, с целью отомстить за родителей и доказать победой над обладателями гораздо более мощных дневников, что он — представитель «элиты», не нуждающийся в защите взрослых. Хотя в итоге он был побеждён и убит Юно, ему почти удалось убить её и Юкитэру ядовитым газом и электрическим током. Спасло Юкитэру и Юно лишь то, что обладательница девятого дневника, Минэнэ Урю, не могла позволить им умереть столь прекрасной смертью и ввела им антидот.

В первом мире история была примерно такой же, но смерть была иной: согласно фрагменту 23 эпизода аниме, Юно задушила Рэйсукэ, а не заколола.

В третьем мире его родители не стали членами секты и остались счастливой семьёй. В OVA-эпизоде стал помощником Акисэ и тоже мечтает стать детективом, также подружился с его друзьями — Хинатой, Мао, Косакой и Юно.
Его фамилия переводится «богатый урожай» и отсылает к римской богине Церере, богине земледелия.
Является одним из главных героев манги спин-оффа Mirai Nikki: Mosaic, где Минэнэ Урю старается отговорить его от мести за смерть родителей, но затем помогает собрать необходимые для этого предметы и материалы.

#### Цубаки Касугано
Цубаки Касугано (яп. 春日野椿 Касугано Цубаки) — обладательница шестого дневника будущего «Дневник предсказания» (яп. 千里眼日記 Сэнриган Никки). Её дневник представляет собой свиток, содержащий все, что увидят подчинённые ей послушники. Таким образом, она фактически имеет тысячу пар глаз.
С рождения имеет слабое зрение и всю жизнь прожила в здании религиозной общины Омэката, которая поставила своей целью помощь бедным и несчастным людям. Простыми послушниками считалась святой и ясновидящей, но опасаясь того, как эта ложь повлияет на Цубаки, за два года до убийственной игры её родители планировали распустить культ и вывести дочь из храма в большой мир. Однако это мешало планам их заместителя использовать религию для заработка денег, и он убил их, захватив власть в культе и сделав Цубаки секс-рабыней всех послушников. В результате она возненавидела мир и решила уничтожить его, для чего ей надо было стать богом. Зная о том, что Юкитэру способен совершить чудо и избежать предсказанной дневником смерти, Цубаки изначально объединилась с ним, предложив захваченную ею обладательницу девятого дневника в обмен на спасение Цубаки от предсказанной ей гибели. Однако, полагая, что угроза миновала, она предала Юкитэру и в итоге была им убита.
В третьем мире из-за взрывов от битвы Мурумуру и Минэнэ, уговаривает родителей задержаться, что предотвращает их смерть и превращение культа в аморальный и злодейский.
Согласно OVA-эпизоду, влюблена в Акисэ и пытается с помощью культа с ним встретиться.
В манге объединилась с Ёмоцу Хирасакой, Двенадцатым, и вместе они продвигают культ справедливости.
В манге Mirai Nikki: Paradox, где Акисэ и Мурумуру были вынуждены играть роли Юки и Юно, Акисэ решает спасти Цубаки, заручившись помощью других владельцев дневников. Показано, что Цубаки благодарна Акисэ за спасение и даже целует, испытывая симпатию и влюблённость.
Её имя содержит кандзи «солнце», а фамилия означает «Камелия», что отсылает к богу лета и света Аполлону, который также и покровитель оракулов.

#### Маруко Икусаба и Ай Миками
Маруко Икусаба (яп. 戦場マルコ Икусаба Маруко) и Ай Миками (яп. 美神愛 Миками Ай) — обладатели седьмого и двух экземпляров восьмого дневника будущего. Маруко владеет восьмым дневником будущего «Дневник невозможного поражения» (яп. 常勝無敗ケンカ日記 Дзё:сё: Мухай Кэнка Никки), предсказывающим движения в драке, которые приведут его к победе. Ай владеет восьмым дневником будущего «Дневник флирта» (яп. 逆ナン日記 Гякунан Никки), описывающим понравившихся ей мужчин, что помогает в слежке. Их настоящий седьмой дневник будущего — «Дневник обмена» (яп. 交換日記 Ко:кан Никки), представляет собой два мобильных телефона, которые следят за будущим друг друга, но по отдельности они слабы. Место же Бога владельцам седьмого дневника нужно, чтобы вечно быть вместе.
Маруко — прекрасный боец, а Ай — метатель ножей и фехтовальщик. Они оба против бессмысленного насилия, например, спасли от устроенного ими же пожара Хинату и Мао, и пытались спасти Куро от взрыва башни.
И Маруко, и Ай в детстве бросили родители. Их первая встреча произошла на радиовышке, именно там Ай оставили родители. В школе Ай возненавидели одноклассницы, потому что считали её выскочкой и завидовали тому, что у неё есть парень Маруко. Одноклассницы решили проучить Ай, оставив ей письмо, в котором пригласили её на заброшенный склад под именем Маруко. На складе Ай поджидали несколько парней, которые изнасиловали девушку. Прибежавший позже Маруко от увиденного вышел из себя и избил всех насильников (один после этого скончался). Ай и Маруко пришли на крышу радиовышки, где Маруко просит у Ай прощения за то что не успел спасти её. Парень хотел совершить самоубийство, но Ай остановила его.
Впервые Ай появляется в сюжете вместе с Орин как члены культа Омэката, следящие за Шестой Цубаки Касугано, а также пытающиеся взорвать её.
Позже Ай вместе с Маруко нападают на Юки и Юно. Как у Маруко, так и у Ай вызывает возмущение, что Юкитэру лишь использует Юно и постоянно прячется за её спину. Маруко также постоянно противопоставляет свою с Ай «настоящую» любовь и «имитацию» любви у Юкитэру и Юно. Регулярно ругает Юкитэру за то, что тот, мало того, не защищает свою возлюбленную, но ещё и мешает ей своим излишним гуманизмом. Хотя в первом столкновении с Юкитэру и Юно Маруко и Ай вышли победителями за счёт работы как единое целое и взаимовыручки, во второй раз Юно и Юкитэру смогли добиться такой же слаженности действий и смертельно ранить Ай, после чего, пытаясь её спасти, получил смертельное ранение и Маруко. Хотя по сложившимся обстоятельствам смерть в итоге грозила всем четверым, Маруко предпочёл предоставить шанс на спасение Юкитэру и Юно, а сам — умереть рядом с Ай.

В OVA Ай и Маруко из третьего мира ждут ребёнка.
В манге Ай и Маруко — родители пятерых детей.
Имя Маруко и его фамилия, переводящаяся как «поле боя», отсылает к древнеримскому богу войны Марсу, а имя и фамилия Ай Миками, означающие «любовь» и «божество красоты», — к его возлюбленной Венере, древнеримской богине красоты и любви.

#### Камадо Уэсита
Камадо Уэсита (яп. 上下かまど Уэсита Камадо) — обладательница восьмого дневника будущего, «Дневник распространения» (яп. 増殖日記 Дзо:сёку Никки). Её дневник сам не предсказывает будущее, а представляет собой интернет-сервер, делающий размещённые на нём блоги подобием дневников будущего. Как и настоящие дневники, они предсказывают будущее своего обладателя так, как если бы будущие события описал сам владелец. Но при потере связи с основным дневником-сервером они перестают работать и их уничтожение не ведёт к смерти их владельцев. После того, как обладатель одиннадцатого дневника подключил восьмой дневник к суперкомпьютеру «Холон», мощи восьмого дневника хватило, чтобы превратить всех жителей города во владельцев дневников. Но сам дневник не предсказывает будущее самой Камадо, и ей нужны помощники. Камадо была убита Юно. Её последним желанием было, чтобы Юкитэру создал мир, в котором все дети будут жить без забот.

В третьем мире её приют получил поддержку мэра, с которым она стала встречаться.
В манге они с Баккусом поженились, на свадьбе присутствовали все дети из приюта.
Её имя означает «печь», и это отсылка к богине домашнего очага Весте.

#### Минэнэ Урю
Минэнэ Урю (яп. 雨流みねね Урю: Минэнэ) — международный террорист, обладательница девятого дневника будущего «Дневник бегства» (яп. 逃亡日記 То:бо: Никки), который подсказывает ей пути и способы отступления, но не сообщает ничего, что поможет в атаке на противников, поэтому в этом Минэнэ полагается на свой опыт. В возрасте восьми лет она потеряла своих родителей по вине религиозных фанатиков и была вынуждена каждый день рисковать своей жизнью, просто чтобы украсть хлеба на обед. В результате она возненавидела всё, что связано с религией, и люди, так или иначе связанные с богом, стали её первоочередной целью, что сделало её террористкой. Постоянно скрываясь от полиции, она начала вести дневник, в котором описывала свои побеги. Однажды помощница Дэуса Мурумуру предложила превратить её дневник в дневник будущего, предсказывающий пути отступления, и принять участие в игре за место бога. Минэнэ согласилась на это с намерением, став богом, убить Дэуса.
Хотя изначально Кэйго, Юкитэру и Юно, образовывающие «альянс будущего», были её врагами, сначала она присоединилась к Кэйго в обмен на информацию, доступную полиции, а затем предала его и перешла на сторону Юкитэру. В это время она раскрыла напарнику Кэйго, Нисидзиме, что Кэйго подставил Юкитэру и Юно с целью получить благовидный предлог для их убийства. В результате после самоубийства Кэйго она стала другом Нисидзимы и во время столкновения с обладателем одиннадцатого дневника, Джоном, Нисидзима сделал ей предложение, однако погиб в перестрелке. Как выяснилось, Юкитэру мог бы спасти его, но предпочёл не вмешиваться раньше времени, используя Минэнэ и Нисидзиму как живой щит. Из-за этого Минэнэ хотела убить его, но, поняв, что Юкитэру такой же, как и она, предпочла дать себя подстрелить и пожертвовала своей жизнью в безуспешной попытке вскрыть убежище Джона. Позднее выяснилось, что Дэус передал Минэнэ свои знания и половину своей силы, чтобы создать противовес Мурумуру, пытающейся жульничать в игре. Это позволило ей пережить свою смерть, спасти Юкитэру от атаки Юно и преследовать Юно сквозь время.

В третьем мире Минэнэ из второго смогла выйти замуж за Нисидзиму и родила ему сыновей Такаси и Минато, которые унаследовали часть божественных способностей, в частности умеют летать.
Минэнэ из этого мира продолжает быть террористкой.
В OVA-эпизоде Деус предложил второй Минэнэ стать богом третьего мира, но та отказалась. Потом, используя сохранившиеся силы Деуса, противостоит Мурумуру этого мира и помогает Юно из этого мира принять память Юно из первого мира.
Минэнэ — мастер использования всевозможной взрывчатки, способный за короткое время незаметно заложить множество бомб различного типа. Кроме того, она мастер маскировки. Половина сил Дэуса дала Минэнэ способность летать, неуязвимость, возможности путешествовать во времени и стрелять энергией.
Также является главной героиней манги Mirai Nikki: Mosaic, посвящённой её действиям перед получением дневника будущего и между определёнными событиями оригинального сюжета.
Её имя — аллюзия на Минерву, древнеримскую богиню войны, а также часть великой триады наиболее почитаемых богов вместе с Юпитером и Юноной.
Сэйю: Май Айдзава.

#### Карюдо Цукисима
Карюдо Цукисима (яп. 月島狩人 Цукисима Карю:до) — владелец десятого дневника будущего, «Дневник заводчика» (яп. 飼育日記 Сиику Никки), который позволяет видеть будущее глазами собак и управлять ими. Чем больше собак в группе, тем большая концентрация нужна для их управления.
Он обожает своих собак, кормит их бифштексами с тридцатилетним вином, сам же довольствуется лапшой быстрого приготовления. Его дневник управляет его собаками и сообщает, что они обнаружат. С помощью своих собак он занимался убийствами людей, пока на него не вышел Ару. С помощью своей дочери Хинаты пытался убить Ару, но та проиграла. В результате его собаки были побеждены, а сам он убит владельцем четвёртого дневника, Кэйго.

В третьем мире был разбужен взрыва от битвы Мурумуру, Минэнэ и Юно, из-за чего увидел, как Хината успокаивает собак, потревоженных шумом. Она призналась, что ей нравится ухаживать за собаками, и благодаря этому отец с дочерью примирились и стали ближе.
Согласно манге — стал известным собаководом и снимается в рекламе.
Его фамилия содержит иероглифы, означающие «луна» и «охота», что создаёт аллюзию к римской богине луны и охоты Диане.

#### Джон Баккус
Джон Баккус (яп. ジョン・バックス Дзён Баккусу) — мэр города и владелец одиннадцатого дневника будущего Наблюдатель (яп. ザウォッチャ Дза Уоття), позволяющий видеть записи дневников других владельцев, но уязвимый для дезинформации и неспособный сам предсказывать будущее. Хотя идея устроить состязание с использованием дневников будущего принадлежит Дэусу, идея о создании самих дневников принадлежит Джону. Он и Дэус разработали ряд прототипов дневников будущего, различным образом наблюдающих за другими владельцами дневников. Венцом творения стал дневник Джона, позволяющий видеть предсказания других дневников. Своей целью Джон ставил создание нового человечества, наделённого силой бога. До тех пор, пока сила его дневника оставалась тайной, он был непобедимым противником. Однако после того, как сила его дневника была раскрыта, владельцы дневников стали намерено заносить в них ложь и Джон стал ограничен предсказаниями дневников своих подчинённых, которые получили экземпляры восьмого дневника будущего. Во время стычки с другими владельцами дневников он укрылся в банковском хранилище, которое не брала даже взрывчатка Минэнэ. Однако, считая Юно самозванкой, он пренебрёг тем фактом, что ключом к двери хранилища является сетчатка глаза члена семьи Гасай. В результате он был убит Юно.
В третьем мире узнал о своей будущей смерти из прототипа дневника и отказался от помощи Деусу в создании дневников, отменяя таким образом игру на выживание. Решил изменить мир другим способом, оказав помощь приюту, также стал встречаться с его владелицей Камадо Уэситой.
В OVA постоянно предлагает Дэусу другие варианты игр для выявления преемника, но, как отмечает Мурумуру, всегда с выгодой для себя.
Его фамилия отсылает к Бахусу, древнеримскому богу вина.

#### Ёмоцу Хирасака
Ёмоцу Хирасака (яп. 平坂黄泉 Хирасака Ёмоцу) — владелец двенадцатого дневника будущего, «Дневника справедливости» (яп. 正義日記 Сэйги Никки), который представляет собой диктофон, предсказывающий хорошие дела, которые предстоит совершить Ёмоцу. Дневник также позволяет гипнотизировать людей. Абсолютно слеп, однако имеет превосходный слух. По собственному описанию, если Цубаки имеет тысячу глаз, то он имеет тысячу ушей. Его целью была Цубаки, и ради неё он был готов помочь Минэнэ, исходя из того, что нужно уничтожить большее зло. В итоге, получив предсказание собственной смерти, погиб в безуспешной попытке подорвать себя вместе с Цубаки.
В первом мире история аналогична, кроме смерти: согласно 23 эпизоду аниме, Юно не зарубила его и взорвала, а заколола ножом.
В третьем мире смог стать героем, поймав маньяка — Третьего. С тех пор регулярно навещает его в тюрьме.
В OVA-эпизоде показано, что он стал популярным героем, а сам Ёмоцу — владелец магазина сувениров с героем Двенадцатым.
В манге они с Цубаки, Шестой, вместе продвигают культ справедливости.
Его фамилия означает «Царство смерти» и отсылает к Плутону, древнеримскому богу подземного мира.

### Владельцы дочерних дневников
Дневник Восьмой позволяет ей создавать особый тип дневников будущего, называющиеся дочерними. Они представляют собой личные блоги на сервере (собственно дневнике Восьмой), доступные через мобильные телефоны. Эти дневники появляются в середине игры,и сам Деус пытается уточнить правила, касающиеся этих дневников. Хотя не все были указаны явно, некоторые правила были очевидны из дальнейших событий:
- Дочерние дневники так же отражают особенности личности владельца, как и обычные.
- Если Дневники сломаны, их владельцы не умирают.
- Дочерние дневники уязвимы для глушения связи. Если связь между дневниками и сервером прерывается, то дочерние дневники теряют свою силу.
- Обычные участники тоже могут использовать дочерние дневники.
- Владельцы дочерних дневников могут присоединиться к любой стороне, не обязательно к Восьмой.
- Неизвестно, могли бы владельцы дочерних дневников стать богом, если бы победили.

Сначала владельцами являются в основном сироты из детского дома Восьмой, но затем, после подключения его к суперкомпьютеру, дневники появились у всех жителей города.

#### Ару Акисэ
Ару Акисэ (яп. 秋瀬或 Акисэ Ару) — школьник, мечтающим стать детективом. Сообразно своей мечте, он ведёт успешные расследования, касающиеся владельцев дневников. Хотя Ару до последнего скрывает это, он влюблён в Юкитэру и, подобно Юно, готов пойти на всё ради его защиты. Среди друзей, которых Юкитэру завёл себе в новой школе, Ару выполняет роль мозга команды.
На самом деле является лишь созданием Дэуса, созданным, дабы наблюдать за владельцами дневников. Сам Ару однако, не знает этого.
После смерти владельца одиннадцатого дневника Дэус решил уничтожить Ару, однако согласился сохранить ему жизнь, если Ару сможет доказать, что имеет собственную личность. Все действия Ару, которые тот приводил в качестве аргументов, в том числе и его чувства к Юкитэру, на поверку оказались лишь волей Дэуса. Однако незадолго до этого Ару с помощью восьмого дневника завёл собственный дневник будущего «Дневник детектива» (яп. 探偵日記 Тантэй Никки), предсказывающий действия других владельцев дневников будущего. Так как наблюдатель должен быть только наблюдателем, это действие стало доказательством наличия у Ару собственной воли.
Понимая, что Юно лжёт Юкитэру о возможности воскресить убитых и что за наличием в её доме её собственного трупа скрывается какая-то тайна, Ару полагал, что Юно намеревается убить своего возлюбленного. Дабы защитить Юкитэру, он решил убить её. Хотя Ару и был способен предсказать все атаки Юно, он не учёл, что у неё есть два дневника будущего. Поэтому, действуя согласно пророчеству своего дневника, он уничтожил новый дневник Юно, но та осталась жива благодаря старому и убила его. Это позволило ему понять, что умершая Юно и нынешняя Юно — один и тот же человек, совершивший путешествие во времени. Несмотря на то, что он не мог говорить из-за перерезанного горла, перед смертью он смог набрать на своём телефоне сообщение для Юкитэру, раскрывающее тайну Юно.
В OVA, повествующей о том, что произошло после событий сериала, он показан живым в третьем мире и помнит всё то, что произошло во втором. Он рассказывает о Юно из первого мира, а также говорит ей, что не простит её за то, что она сделала. Сначала пытается остановить Юно из третьего мира от проникновения в Собор Причинности, но затем тем не менее помогает ей получить память её версии из первого мира и воссоединиться с Юкитэру.
В третьем мире дружит с Хинатой, Мао, Косаки, и Юно, а Рэйсукэ Ходзё также стал его другом и помощником.
Является главным героем манги Mirai Nikk: Paradox, где из-за ошибки Мурумуру ещё до начала игры на выживание Юно погибает, а Юки тяжело ранен, таким образом Ару Акисэ и Мурумуру вынуждены заменить Юкитеру и Юно. Но Акисэ решает исправить злое будущее и объединяется с Ай, Маруко, Орин, Цубаки, Ёмоцу и Рэйсукэ Ходзё, чтобы помешать Мурумуру, которая хочет вернуть плохое прошлое.
Сэйю: Акира Исида.

#### Хината Хино
Хината Хино (яп. 日野日向 Хино Хината) — дочь владельца десятого дневника будущего, Карюдо. Пользуясь дневником своего отца и притворяясь подругой Юкитэру, она пыталась заманить Ару в ловушку и убить его. Ей это не удалось, а саму её как потенциальную конкурентку попыталась убить Юно. Несмотря на то, что Хината лишь притворялась другом Юкитэру и пыталась использовать его в своих целях, тот продолжал относиться к ней по-дружески и защитил от Юно. Ввиду этого она стала его настоящим другом. После подключения восьмого дневника к суперкомпьютеру стала обладательницей восьмого дневника будущего «Дневник дружбы» (яп. 友情日記 Ю:дзё: Никки), описывающего её общение с друзьями. Убита Юкитэру.

В третьем мире примирилась с отцом и также стала подругой Мао, Косаки, Акисэ и Юно.

#### Мао Ноносака
Мао Ноносака (яп. 野々坂まお Ноносака Мао) — лучшая подруга Хинаты, которая также влюблена в неё. Всегда помогала ей и была готова рискнуть жизнью ради неё. Позднее также подружилась с Юкитэру. После подключения восьмого дневника к суперкомпьютеру она стала обладательницей «Дневника любимой Хинаты» (яп. ラブラブ日向日記 Рабу-рабу Хината Никки), посвящённого Хинате, в частности её груди. Убита Юкитэру. В третьем мире была показана с Хинатой, Косакой и Акисэ. В OVA-эпизоде также дружит и с Юно.
Сэйю: Юкана.

#### Одзи Косака
Одзи Косака (яп. 高坂王子 Ко:сака О:дзи) — одноклассник Юкитэру в старой школе, переведшийся вместе с ним в новую. Изначально воспринимал Юкитэру как полного неудачника, но после того как Юкитэру спас всех силой своих предсказаний, также стал его другом. После того, как Юно похитила Юкитэру с целью удерживать его в безопасном месте до конца игры, он и его друзья отправились спасать Юкитэру. Одзи стал обладателем экземпляра восьмого дневника будущего, «Королевского дневника Косаки» (яп. 高坂KING日記 Ко:сака King Никки), описывающего блистательные моменты его жизни, но не описывающего неудачи. Данный дневник по совету Ару был разломан Юкитэру с целью перекрыть передачу данных владельцу основного восьмого дневника. После подключения восьмого дневника будущего к суперкомпьютеру Одзи получил восьмой дневник будущего «Новый королевский дневник Косаки» (яп. NEO高坂KING日記 Neo Ко:сака King Никки), на этот раз описывающий блистательные моменты жизни не только его, но и окружающих его людей. Убит Юкитэру.
В третьем мире также подружился с Хинатой, Мао, Акисэ и Юно.
Сэйю: Минору Сираиси.

#### Орин Муасиро
Орин Миясиро (яп. 宮代お鈴 Миясиро Орин) — одна из сирот из «Материнского дворика» и одна из главных помощников Восьмой — Камадо Уэситы. Она обладательница «Сиротского дневника», который предсказывает будущее сирот Уэситы.
По поручению Уэситы шпионила за Шестой — Цубаки Касугано, вступив в её культ Омэката, вместе с Седьмой, Ай Миками. Также они попытались убить её, установив бомбу, вызвавшую пожар.
После того, как Камадо заключила союз с Юкитэру Амано и Юно Гасай, Орин, Та-кун и около двадцати других сирот устроили засаду на Одиннадцатого, Джона Баккуса, на горной дороге. Но после того как Баккус использовал глушилки для отключения дочерних дневников, Юки и Юно перебили всех сирот. Орин была обезглавлена мечом Юно.
Согласно аниме, в третьем мире жива. Также показано, что она недовольно провожает Камадо Уэситу на свидание с Джоном Баккусом.
В OVA она также часть культа Омэката и пытается свести Цубаки с Ару Акисэ, который той нравится.
Сэйю: Эцуко Кодзакура.

#### Та-кун
Таро Нандо (яп. 難波太郎 Нандо Таро:) — один из сирот из «Материнского дворика» и один из главных помощников Восьмой. Является самым старшим из сирот (исключая Маруко и Ай) и их лидером.
Обладатель дочернего «Копирующего Дневника», который может копировать свойства других дневников, если был заранее с ним синхронизирован.
Он является специалистом по взрывам и поджогам.
Та-кун шпионил за особняком семьи Косака, когда Маруко и Ай вторглись в особняк, чтобы убить Юки и Юно. Он подорвал взрывчатку в башне Сакурами, что косвенно привело к смерти Маруко и Ай.
После того, как Камадо заключила союз с Юкитэру и Юно, Та-кун с помощью своего копирующего дневника следил за ними, опасаясь предательства с их стороны. И оказался прав: когда после глушения Баккусом сигналов Юки и Юно перебили сирот, Та-кун был заколот Юно.
Согласно аниме, в третьем мире жив. Также показано, что он недовольно провожает Камадо Уэситу на свидание с Джоном Баккусом.
Сэйю: Наоми Синдо.

#### Рюдзи Куросаки
Рюдзи Куросаки (яп. 黒崎 竜司 Куросаки Рю:дзи) — секретарь Джона Баккуса, мэра города Сакурами. Всегда сопровождает его и исключительно лоялен. После подключения дневника Восьмой к суперкомпьютеру HOLON III получил дочерний «Дневник Секретаря», который позволял предсказывать будущее Баккуса, что помогло, когда Юки и его союзники стали вносить в свои дневники ложные записи, сводя на нет способности дневника Одиннадцатого следить за записями других владельцев Дневников. Это помогло захватить Хинату, Мао и Косаку, и позволило Джону скрыться в банковском хранилище.
В манге был убит Джоном, чтобы скрыть код доступа к хранилищу, в аниме убит Минэнэ Урю.
В третьем мире показан живым.
Сэйю: Тэцу Инада.

### Божества

#### Deus ex machina
Deus ex machina (яп. デウス・エクス・マキナ Дэусу Экусу Макина) — божество, повелевающее пространством и временем, и воображаемый друг Юкитэру. Как поясняет он сам, будучи богом, он может жить в том числе и в воображении человека, поэтому нет ничего удивительного в том, что плод воображения Юкитэру оказался реальным. Однако теперь сила покидает его, и дни Дэуса уже сочтены. А если мир лишится бога, он будет разрушен. Поэтому, дабы найти себе преемника, Дэус раздал 12 дневников будущего 13 незнакомым между собой людям и предложил им игру на выживание. Победитель в этой игре займёт его место. В этой игре сам Дэус болеет за Юкитэру. К сожалению, Дэус умирал быстрее, чем планировал, и мир стал разрушаться ещё до того, как закончилась игра.
В первом мире умер, и его наследницей стала Юно.
Во втором мире наследником стал Юкитэру.
В третьем мире Деус после разговора с Баккусом отказывается от игры на выживание. Он предлагает Минэнэ Урю из второго мира стать его наследницей, но та отказывается.
Помогает Юно из третьего мира проникнуть во второй мир к Юки.

#### Мурумуру
Мурумуру (яп. ムルムル) — помощница Дэуса и второй воображаемый друг Юкитэру.
В большинстве серий выступает как комический персонаж. Она любительница сёдзё-манги.
Как ассистент Деуса, она обладает множеством божественных возможностей, таких как телепортация, путешествия во времени, создание конструкций из тёмной энергии, манипулирование памятью, а также может маскироваться под других людей, так что окружающие не замечают. Тем не менее большая часть сил Мурумуру запечатана.
В первом мире Мурумуру увлеклась весельем от игры на выживание и в конце стала помогать Юно Гасай.
После того, как Юно стала богом первого мира, убив любимого Юкитэру, но не смогла его оживить, Мурумуру перенеслась в прошлое вместе с ней, создав второй мир.
Подобно тому, как Юно убила своего двойника из второго мира, Мурумуру также запечатала своего двойника. Дабы облегчить задачу Юно, за которую она болеет, Мурумуру отдаёт ей дневники убитой ею версии из этого мира, а также старается поддерживать ход истории второго мира в том же русле, что и ход истории первого мира.
После победы над остальными владельцами дневников, когда Юно попыталась убить Юкитэру, но того спасла Минэнэ, получившая часть силы Дэуса, Мурумуру объявляет Юно победительницей в игре и снова переносит её обратно в прошлое, чтобы та могла убить свою версию из этого мира и провести с Юкитэру ещё один год. Но Юкитэру и Минэнэ из второго мира отправляются за ними и мешают им. Мурумуру из второго мира освобождается из заточения и побеждает своего двойника. Затем, после смерти Юно из первого мира, она объявляет победителем Юкитэру и переносит его обратно во второй мир, но тот не желает ничего делать, и второй мир разрушается, оставляя Мурумуру и Юки висеть в космосе.
В третьем же мире местная Юно начинает вспоминать своё прошлое и попадает в Собор Причинности, где находит запертую Мурумуру из первого мира, которая сохранила память первой Юно и звала её к себе, чтобы вернуть эту память. С согласия девушки Мурумуру объединяет сознания Юно из разных миров, а затем помогает ей проникнуть во второй мир к любимому Юки.
В конце манги показаны божественные Юкитэру и Юно в окружении семи Мурурмуру, подразумевая, что они прожили ещё четыре мира.
Её имя — отсылка к средневековому демону Мурмуру.
Сэйю: Манами Хонда.

### Остальные персонажи

#### Масуми Нисидзима
Масуми Нисидзима (яп. 西島 真澄 Нисидзима Масуми) — напарник Кэйго Курусу, Четвёртого, главного детектива полиции. После его смерти начинает помогать Юкитэру и Юно остановить владельцев остальных дневников и уменьшить количество жертв людей.
Влюбляется в Минэнэ Урю и делает ей предложение во время их борьбы против Одиннадцатого. Погибает от рук охранников мэра.
В третьем мире же женится на Минэнэ из второго и становится отцом двух сыновей, Такаси и Минато.
Сэйю: Макото Иси.
Является одним из главных героев первой части манги Mirai Nikki: Mosaic, посвящённой действиям Минэнэ Урю перед получением дневника будущего.

#### Рэа Амано
Рэа Амано (яп. 天野 礼亜 Амано Рэа) — мать Юкитэру. Программистка, которая редко бывает дома, уезжая каждые несколько недель по работе. Хорошо готовит и сама придирчива к еде. Очень либеральная мать. За год до начала игры развелась с отцом Юкитэру, но после его возвращения оказалась им же и убита.
В третьем мире счастлива с мужем и сыном.
Имя ссылается на Рею, мать Зевса, греческому эквиваленту Юпитера.
Сэйю: Каору Мицураха.

#### Куро Амано
Куро Амано (яп. 天野 九郎 Амано Куро:) — отец Юкитэру. Постоянно влезает в долги, в результате чего после череды скандалов разводится с женой. Спустя год возвращается к сыну, но только за тем, чтобы по поручению Одиннадцатого в обмен на оплату всех долгов разломать телефон Юкитэру, что убьёт его, чего Куро не знает. После схватки Седьмых с Юкитэру и Юно, когда рушится телебашня, хватает свободный парашют из-под носа сына и спасается. На земле его встречает Рэа, и в результате перепалки он закалывает её. В конце концов, раскаялся и хотел исполнить мечту сына посмотреть на звёзды, а потом сдаться полиции, но был убит людьми Одиннадцатого.
В третьем мире счастлив с женой и сыном.
Его имя — отсылка к Кроносу, отцу Зевса, греческому эквиваленту Юпитера.
Сэйю: Такэхито Коясу.

## Персонажи игры

### Адзами Кирисаки
Адзами Кирисаки (яп. 霧崎あざみ Кирисаки Адзами) является тринадцатым владельцем дневника, которая появляется только в игре для PSP Future Diary: The 13th Diary Owner. Она получает «Видеодневник», который представляет собой цифровую видеокамеру, визуально показывающую будущее. Её младшая сестра Касуми Кирисаки была госпитализирована после нападения Такао Хиямы, поэтому её цель — стать богом и исцелить сестру. По характеру Адзами грубая, но подружилась с Юкитэру и Юно, и объединилась с ними в команду.
Её фамилия содержит кандзи, означающее «туман» или «брызги», что отсылает к богу моря Нептуну.